# 1962 en informatique
1961 en informatique - 1962 - 1963 en informatique
Cet article traite de l'année 1962 dans le domaine de l'informatique.
(aller vers 1958 en informatique)

## Événements
- Début de la recherche par ARPA, un projet du ministère de la Défense américain
- Mise en service de l'ILLIAC II, ordinateur ayant permis de découvrir des nombres de Mersenne
- Le terme informatique est utilisé pour la première fois en France par Philippe Dreyfus, ancien directeur du Centre National de Calcul Électronique de Bull dans les années 1950, pour son entreprise « Société d'Informatique Appliquée » (SIA), à partir des mots « information » et « automatique » (mot-valise).